# Skog Passage
Skog Passage är en smal kanal i Antarktis, 0,2 sjömil (370 m) bred. Den är beläggen mellan Madder Cliffs på västra sidan av Joinvilleön. Kanalen är namngiven efter den svenska sjökaptenen Peter Skog, som var den första att navigera genom kanalen med expeditionskryssningsfartyget M/V Explorer.